# I due capitani
I due capitani (The Far Horizons) è un film del 1955 diretto da Rudolph Maté.
È un film statunitense a sfondo storico e avventuroso con Fred MacMurray, Charlton Heston e Donna Reed. 
È basato sul romanzo del 1943 Sacajawea of the Shoshones di Della Gould Emmons ed è ispirato alla spedizione esplorativa effettuata dai capitani Lewis e Clark ad ovest del fiume Mississippi, nel 1803.

## Trama
Nel 1803 gli Stati Uniti acquistano dalla Francia il territorio della Louisiana, e gli ufficiali Lewis e Clark vengono incaricati di esplorarla dal Presidente Thomas Jefferson. Giunti sul posto, trovano una tribù di indiani in guerra con quella degli Scioanes (Shoshoni) e scoprono che Sacajawea, la sorella del capo, è loro prigioniera.
Clark e Sacajawea si innamorano e decidono di sposarsi a Washington. Ma l'indiana capisce subito che quello non è il suo mondo...

## Produzione
Il film, diretto da Rudolph Maté su una sceneggiatura di Winston Miller e Edmund H. North e un soggetto di Della Gould Emmons (autrice del romanzo). 
Fu girato nel Grand Teton National Park, nel Wyoming, e nei Paramount Studios a Hollywood, in California, da inizio luglio a fine agosto 1954.

## Distribuzione
Il film fu distribuito con il titolo The Far Horizons negli Stati Uniti dal 20 maggio 1955 al cinema dalla Paramount Pictures.
Altre distribuzioni:
- in Germania Ovest il 24 gennaio 1956 (Am fernen Horizont)
- in Belgio il 27 gennaio 1956 (Horizons lointains) (Verre horizonten)
- in Francia il 10 febbraio 1956 (Horizons lointains)
- in Svezia il 20 febbraio 1956 (Bortom fjärran horisonter)
- in Finlandia l'8 giugno 1956 (Tie kohti Länttä)
- in Danimarca il 1º dicembre 1960 (Indianernes krigslist)
- negli Stati Uniti nel 1962 (redistribuzione)
- in Argentina (Horizontes Desconocidos)
- in Brasile (Aventura Sangrenta)
- in Brasile (Expedição Sangrenta)
- in Spagna (Horizontes azules)
- nel Regno Unito (The Far Horizons)
- nel Regno Unito (Untamed West)
- in Italia (I due capitani)

## Critica
L'aspetto sentimentale fa passare in secondo piano il lato avventuroso del film. Secondo il Morandini il film è caratterizzato da una "storia d'amore inutile" ma anche da un'ottima fotografia e buone scene d'azione.